# Cestonia deserticola
Cestonia deserticola là một loài ruồi trong họ Tachinidae.